# Nichtwort
Als Nichtwort wird in der Sprachwissenschaft eine Graphem- oder Phonem-Abfolge bezeichnet, die kein Wort der jeweils betrachteten Sprache formt.
So bildet die Graphem-Abfolge BAUM ein deutsches Wort, die Abfolge LGNF jedoch nicht. Aussprechbare Nichtwörter, d. h. solche, die den phonotaktischen oder orthographischen Regeln der betrachteten Sprache folgen, werden Pseudowörter genannt. BAUF ist ein Beispiel für ein Pseudowort im Deutschen; man kann es aussprechen, es gibt aber im Deutschen kein solches Lexem. Orthographische Pseudowörter, die ausgesprochen wie real existierende Wörter klingen (z. B. englisch brane, das ausgesprochen wie brain 'Gehirn' klingt), heißen Pseudohomophone.
Nichtwörter und Pseudowörter sind vor allem in der psycholinguistischen und neurolinguistischen Forschung in Bezug auf das Lesen relevant. In lexikalischen Entscheidungsaufgaben kann man schneller auf Wörter als auf Nichtwörter reagieren, da nur für echte Wörter ein Eintrag im mentalen Lexikon gefunden werden kann (Lexikalitätseffekt / Wortüberlegenheitseffekt). Die Reaktion auf Pseudowörter ist jedoch schneller als die auf reine Nichtwörter. Buchstaben werden auch schneller erkannt, wenn sie in Pseudowörtern vorkommen, als wenn sie in Nichtwörtern vorkommen.
Verschiedene Studien haben gezeigt, dass die kognitive Verarbeitung von Wörtern und Pseudo- bzw. Nichtwörtern unterschiedlich verläuft. Lutzenberger et al. haben in einer EEG-Studie Unterschiede in der Reaktion auf visuell präsentierte reale Wörter und Pseudowörter gefunden, was darauf schließen lässt, dass Wörter – aber nicht Pseudowörter – eine Aktivation in Hirnregionen der linken Hemisphäre hervorrufen. In verschiedenen fMRT-Studien wurden unterschiedliche Aktivationen von Hirnregionen beim Lesen von Wörtern bzw. Pseudowörtern festgestellt. Sowohl Pseudowörter als auch selten vorkommende Wörter beanspruchen bestimmte Hirnregionen mehr als häufig vorkommende Wörter, die automatisierter verarbeitet werden können. Pseudowörter beanspruchen vor allem Regionen, die für den Zugriff auf das mentale Lexikon benötigt werden, mehr als reale Wörter. Sie werden allerdings genauso automatisch verarbeitet wie reale Wörter; man kann sie z. B. nicht ignorieren, wenn sie visuell präsentiert werden (vgl. Stroop-Effekt).
Es hat sich auch herausgestellt, dass ein gutes phonologisches Gedächtnis (in Form der Fähigkeit, Pseudowörter zu wiederholen) dazu beiträgt, Vokabeln einer Zweitsprache besser zu erlernen.